# ゲルトルート・フォン・ズルツバッハ
ゲルトルート・フォン・ズルツバッハ（ドイツ語：Gertrud von Sulzbach, 1110年ごろ - 1146年4月14日）は、ホーエンシュタウフェン家のローマ王コンラート3世の妃。

## 生涯
ゲルトルートは、バイエルンのズルツバッハ伯ベレンガル2世（1080年ごろ - 1125年）とアーデルハイト・フォン・ヴォルフラーツハウゼン（1126年没）の娘である。妹ベルタは東ローマ皇帝マヌエル1世コムネノスの皇后となった。
ゲルトルートが生まれたころ、父ベレンガル2世は1111年に最後のザーリアー家の皇帝ハインリヒ5世の戴冠に参加した貴族の一人であった。ベレンガル2世は、戴冠式に関する文書の保証人として記録に残されている。1120年、ベレンガル2世はバンベルク司教に寄付を行ったと記録されている。また、ベレンガル2世は1103年ごろにカストル修道院を共同で創建し、1101年から1102年にかけて母親のためにベルヒテスガーデン修道院を、1107年から1109年にかけてバウムブルク修道院をそれぞれ創建したといわれる。ベレンガル2世はまた、1122年12月23日に皇帝ハインリヒ5世とローマ教皇カリストゥス2世の間で結ばれたヴォルムス協約に署名したドイツ貴族の一人であった。1125年8月、ベレンガル2世の名はハインリヒ5世の次の皇帝ロタール3世の文書に記されており、その4ヶ月後にベレンガル2世の死が記録されている。
1136年、ゲルトルートは前のシュヴァーベン大公フリードリヒ1世の息子コンラート・フォン・ホーエンシュタウフェンと結婚した。コンラートの兄フリードリヒ2世がシュヴァーベン大公位を継承し、コンラート自身は1127年にローマ対立王に選出されていた。しかし1133年に対立していたロタール3世が神聖ローマ皇帝として戴冠し、最終的にコンラートは1135年に降伏した。その翌年、コンラートは皇帝のイタリア遠征に参加し、ゲルトルートと結婚した。このホーエンシュタウフェン家とズルツバッハ伯家の結婚により、両家は緊密な関係を築くこととなった。ゲルトルートの兄ゲープハルト3世が1188年に死去してズルツバッハ伯家の男系が絶えた時、ホーエンシュタウフェン家の皇帝フリードリヒ1世が唯一の継承者となった。
1137年に皇帝ロタール3世が死去した後、最終的にゲルトルートの夫コンラートが1138年3月7日にローマ王に選出されたが、対立していたヴェルフ家のバイエルン公ハインリヒ傲岸公およびその息子ハインリヒ獅子公とヴェルフ6世の主張をかわさなければならなかった。ホーエンシュタウフェン家による支配を確実なものとするため、コンラートは1147年3月13日にレーゲンスブルクで開催された帝国議会において、諸侯により10歳の息子ハインリヒ＝ベレンガルをローマ共治王に選出させた。全般的に、コンラートは妃ゲルトルートの一族の支援に大きく依存していた。
ゲルトルートは次男フリードリヒを出産した後に病にかかり、1146年にヘルスフェルト修道院において36歳で死去した。ゲルトルートはエーブラハにあったシトー会修道院に埋葬された。

## 子女
ゲルトルートは2男を産んだ。
- ハインリヒ＝ベレンガル（1136/7年 - 1150年）[3] - 1147年3月にローマ共治王に選出され（ハインリヒ（6世））、同年3月30日にアーヘンで戴冠した。
- フリードリヒ4世（1145年 - 1167年） - 1152年よりシュヴァーベン大公、1166年にバイエルン公・ザクセン公ハインリヒ獅子公の娘ゲルトルート・フォン・バイエルンと結婚した[4]。